# N-Trance
N-Trance est un groupe britannique de dance/techno formé en 1990, qui a notamment interprété les titres Set You Free, Stayin' Alive, Da Ya Think I'm Sexy? et Electronic Pleasure. Le groupe a été fondé par Dale Longworth et Kevin O'Toole.

## Discographie

### Albums studio
- 1995 Electronic Pleasure
- 1997 Happy Hour
- 2009 The Mind of the Machine (originellement enregistré en 1997 sauf deux titres « Free Running » & « The Earth is Dying »)

### Compilations
- 2001 The Best of N-Trance 1992-2002